# Campiña de Baena
Campiña de Baena è una comarca della Spagna, situata nella provincia di Cordova, in Andalusia.